# Air France Madame
Air France Madame est un magazine féminin inflight édité par la compagnie aérienne française Air France pour être distribué gratuitement à bord de ses avions pendant ses vols passagers. Fondé en 1986 par Yaffa Assouline, ce titre est bimestriel. Le magazine est réalisé par Condé Nast.

## Annexe